# Ивушкин, Владимир Иванович
Владимир Иванович И́вушкин (9 июня 1942 — 12 марта 1999) — монтажник Куйбышевского строительно-монтажного управлении треста «Союзтелефонстрой». Полный кавалер ордена Трудовой Славы.

## Биография
Владимир Иванович Ивушкин родился 9 июня 1942 г. в с. Шемяк Уфимского района БАССР.
Трудиться начал в 1959 г. столяром на Уфимском моторостроительном заводе. С 1965 г. работал монтажником связи — спайщиком в Уфимском, с 1982 г. — в Куйбышевском строительно-монтажном управлении треста «Союзтелефонстрой».
С 1988 г. работал монтажником связи — спайщиком в Екатеринбургском филиале акционерного общества «Ростелефонстрой». В 1993—1999 гг. трудился в Уфимских городских электрических сетях ОАО «Башкирэнерго».
Владимир Иванович Ивушкин умер 12 марта 1999 г.

## Награды
За высокие производственные показатели, инициативность и добросовестность в труде В. И. Ивушкин награждён орденом Трудовой Славы I (1986), II (1981), III (1975) степени, медалями.